# 屏边掌突蟾
屏边掌突蟾（学名：Leptobrachella pingbianensis），一种于中国云南省东南部屏边苗族自治县大围山自然保护区发现的两栖动物，隶属于角蟾科掌突蟾属。

## 物种对比
屏边掌突蟾与蟼掌突蟾（Leptobrachella pelodytoides）和高山掌突蟾（Leptobrachella alpina）相似，屏边掌突蟾体形比蟼掌突蟾较小，且皮肤较光滑，背部无白色点斑，趾间仅具蹼迹，胸腹部有深色斑点。与高山掌突蟾相比，后者体形明显较小，且屏边掌突蟾头宽大于头长。